# Emilia Tsenkova
Emilia Todorova Tsenkova, en búlgaro original Емилия Тодоровa Ценкова, fue una hispanista búlgara.
Fue la primera traductora y locutora en español de la Radio Nacional de Bulgaria y la primera profesora de español de la Universidad de Economía Nacional y Mundial. Coautora, junto con Todor Neikov, Tsvetan Gueorguiev y Julia Kucher del primer Diccionario español / búlgaro, cuya tercera edición data en 1992, y primera profesora de literatura española de Bulgaria, donde cofundó el Departamento de Estudios Hispánicos de la Universidad de Sofía San Clemente de Ojrida. Vertió al búlgaro numerosas obras de las literaturas hispánicas y al español importantes obras búlgaras. Es autora de la monografía España: multifacética y única y ha sido condecorada con premios estatales, académicos y profesionales. Le ha sido impuesta la orden venezolana Andrés Bello de primer grado y ha sido nominada para el premio Antonio de Nebrija en dos ocasiones.

## Obras
- Con Todor Neikov, Tsvetan Gueorguiev y Julia Kucher, Diccionario español-búlgaro, Sofía, 1992 (3.ª ed.)
- Con Todor Neikov, Diccionario búlgaro-español = Bûlgaresko-ispanski rechnik. Sofía: Nauka i izkustvo, 1995, 2.ª ed.
- Antología de la Literatura Española. Siglos XVIII-XX / Учебник за студентите от СУ Климент Охридски, Sofia: Nauka i izkustvo, 1974 y 1999.
- Con Marijana Dimitrova, Добави в Учебник по испански: За студентите от СУ Климент Охридски, София: Унив. изд. Св. Климент Охридски, 1993.
- Trad. de Cinco maestros del cuento búlgaro, 1978.
- Добави в Българско-испански речник София: Наука и изкуство, 2006
- Испания: Многолика и неповторима ("España: multifacética y única"), Sofía: Otvoreno obshtestvo, 1998.
- Trad. de Manuel Puig, Boquitas pintadas. Sofía, Narodna kultura, 1982.